# وصيفة الملكة

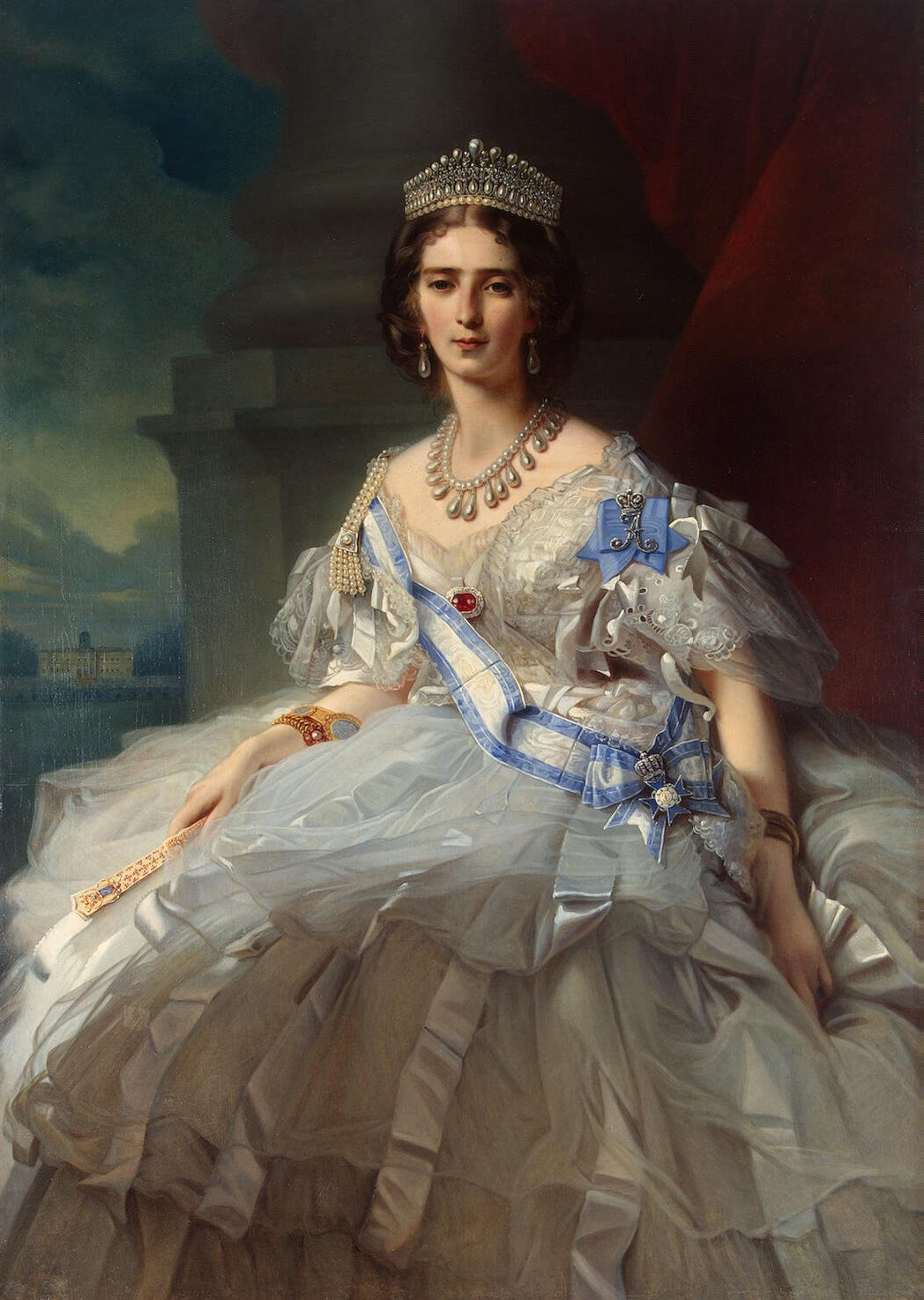
الأميرة تاتيانا ألكسندروفنا يوسوبوفا، وصيفة في البلاط الإمبراطوري لروسيا

وصيفة الملكة (بالإنجليزية: Lady-in-waiting)‏ هي مساعدة شخصية في البلاط الملكي، ترعى امرأة ملكية أو سيدة نبيلة رفيعة المستوى. تاريخيًا، كانت وصيفة الملكة في أوروبا غالبًا نبيلة ولكنها كانت في مرتبة أدنى من المرأة التي تعتني بها. على الرغم من أنها ربما كانت خادمة أو ربما لم تتلق تعويضًا عن الخدمة التي قدمتها، إلا أن وصيفة الملكة كانت تعتبر سكرتيرة أو حاشية أو رفيقة للمسترس أكثر من كونها خادمة.
في أجزاء أخرى من العالم، كانت وصيفة الملكة، التي يشار إليها غالبًا باسم امرأة القصر، في الواقع خادمة أو جارية بدلاً من امرأة رفيعة المستوى، ولكن لا يزال لديها نفس المهام تقريبًا. في المحاكم التي يمارس فيها تعدد الزوجات، كانت وصيفة الملكة متاحة رسميًا للملك للحصول على خدماتها الجنسية، ويمكن أن تصبح زوجته أو عقيلته أو محظية أو يعاشرها بلا زواج.
غالبًا ما يكون مصطلح «وصيفة الملكة» مصطلحًا عامًا للمرأة التي تختلف رتبتها النسبية وألقابها ووظائفها الرسمية، على الرغم من أن هذه الفروق غالبًا ما كانت أيضًا فخرية. قد تكون المرأة الملكية حرة أو لا تكون حرة في اختيار سيداتها، وحتى عندما تتمتع بمثل هذه الحرية، فإن اختياراتها عادة ما تتأثر بشدة بالملك، أو والديها، أو زوجها، أو وزراء الحاكم (على سبيل المثال، في أزمة غرفة النوم).

## في الخيال
- المفضلة (2018 فيلم)

## وصلات خارجية
- Alchin، Linda. "وصيفة الملكة". Elizabethan Era. مؤرشف من الأصل في 2022-10-22. اطلع عليه بتاريخ 2017-04-18.